# بدفورد آرال

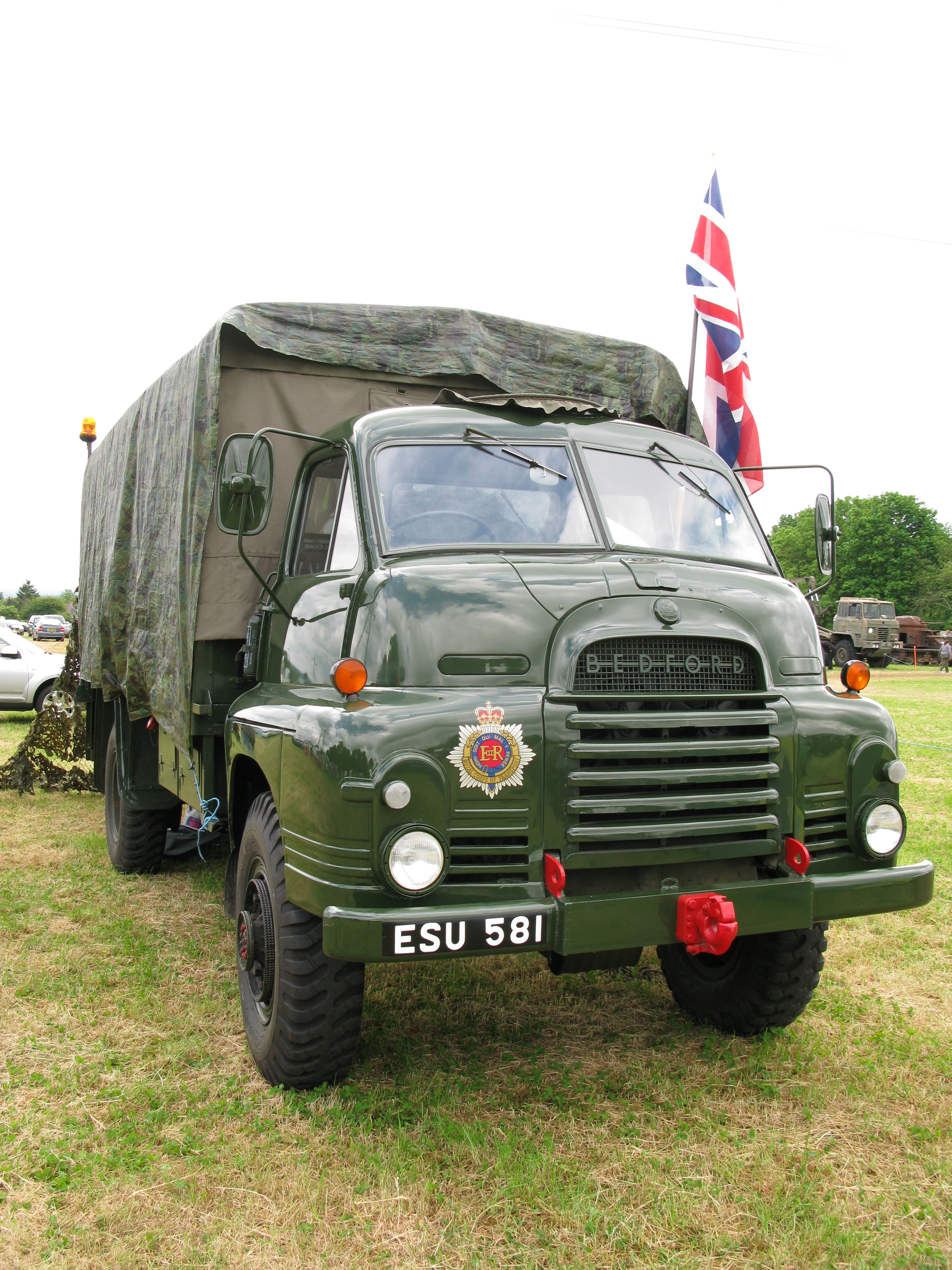

Bedفورد آرال (Bedford RL) خودرویی است که در سال‌های ۱۹۵۳ تا early ۱۹۷۰sتولید شده‌است. طراحی آن موتور جلو، توزیع نیروی پیشران و خودرو چهار چرخ محرک بوده است. سیستم جعبه‌دندهٔ آن ۴ دنده به صورت دستی است.